# NRJ Music Award de l'artiste masculin international de l'année
Le prix de l'Artiste masculin international de l'année est une récompense musicale décernée lors des NRJ Music Awards.
Ed Sheeran détient le plus d'Awards de l'artiste masculin international de l'année avec 7 trophées.

## Nominations et récompenses multiples

### Récompenses multiples
| Artistes          | Récompenses | Année                                      |
| ----------------- | ----------- | ------------------------------------------ |
| Ed Sheeran        | 7           | 2015, 2017, 2018, 2019, 2021, 2022 et 2023 |
| Justin Timberlake | 3           | 2004, 2007 et 2008                         |
| Usher             | 2           | 2005 et 2011                               |
| Bruno Mars        | 2           | 2013 et 2013 (15th Edition)                |
| Robbie Williams   | 2           | 2006 et 2010                               |
| The Weeknd        | 2           | 2020 et 2024                               |
| Will Smith        | 1           | 2000                                       |
| Moby              | 1           | 2001                                       |
| Michael Jackson   | 1           | 2002                                       |
| Billy Crawford    | 1           | 2003                                       |
| Enrique Iglesias  | 1           | 2009                                       |
| Mika              | 1           | 2012                                       |
| Pharrell Williams | 1           | 2014                                       |
| Justin Bieber     | 1           | 2016                                       |

### Nominations multiples
| Artistes          | Nominations | Année                                               |
| ----------------- | ----------- | --------------------------------------------------- |
| Robbie Williams   | 8           | 2002, 2003, 2004, 2005, 2006, 2007, 2010 et 2013    |
| The Weeknd        | 8           | 2016, 2017, 2018, 2019, 2021, 2022, 2023 et 2024    |
| Ed Sheeran        | 7           | 2015, 2017, 2018, 2019, 2021, 2022 et 2023          |
| Justin Timberlake | 6           | 2004, 2007, 2008, 2013 (15th Edition), 2016 et 2018 |
| Eminem            | 6           | 2003, 2004, 2005, 2011, 2013 (15th Edition) et 2024 |
| Enrique Iglesias  | 5           | 2009, 2011, 2012, 2015 et 2016                      |
| Shawn Mendes      | 5           | 2018, 2019, 2020, 2021 et 2024                      |
| Jason Derulo      | 4           | 2014, 2015, 2020 et 2023                            |
| Justin Bieber     | 4           | 2016, 2017, 2020 et 2021                            |
| Mika              | 4           | 2010, 2012, 2013 et 2013 (15th Edition)             |
| Sam Smith         | 3           | 2015, 2019 et 2023                                  |
| Lil Nas X         | 3           | 2022, 2023 et 2024                                  |
| Charlie Puth      | 3           | 2016, 2017 et 2018                                  |
| Bruno Mars        | 3           | 2013, 2013(15thEdition) et 2017                     |
| James Blunt       | 3           | 2008, 2009 et 2011                                  |
| Sean Paul         | 3           | 2006, 2007 et 2012                                  |
| Post Malone       | 2           | 2019 et 2024                                        |
| Harry Styles      | 2           | 2020 2021 et 2022                                   |
| Drake             | 2           | 2016 et 2018                                        |
| Will.i.am         | 2           | 2013 et 2013 (15th Edition)                         |
| Akon              | 2           | 2008 et 2009                                        |
| Lenny Kravitz     | 2           | 2005 et 2009                                        |
| Usher             | 2           | 2005 et 2011                                        |
| Billy Crawford    | 2           | 2003 et 2005                                        |
| Craig David       | 2           | 2002 et 2006                                        |
| Shaggy            | 2           | 2002 et 2004                                        |
| Will Smith        | 2           | 2000 et 2003                                        |
| Juanes            | 2           | 2007 et 2008                                        |
| Pitbull           | 2           | 2012 et 2013                                        |
| Maluma            | 1           | 2023                                                |
| Calvin Harris     | 1           | 2023                                                |
| David Guetta      | 1           | 2022                                                |
| Farruko           | 1           | 2022                                                |
| Tom Gregory       | 1           | 2021                                                |
| Lewis Capaldi     | 1           | 2020                                                |
| Pedro Capó        | 1           | 2019                                                |
| Luis Fonsi        | 1           | 2017                                                |
| Pharrell Williams | 1           | 2014                                                |
| Avicii            | 1           | 2014                                                |
| Robin Thicke      | 1           | 2013 (15th Edition)                                 |
| Flo Rida          | 1           | 2013                                                |
| James Morrison    | 1           | 2010                                                |
| Jason Mraz        | 1           | 2010                                                |
| Michael Bublé     | 1           | 2010                                                |
| Chris Brown       | 1           | 2009                                                |
| Timbaland         | 1           | 2008                                                |
| P. Diddy          | 1           | 2007                                                |
| 50 Cent           | 1           | 2006                                                |
| Ricky Martin      | 1           | 2006                                                |
| Seal              | 1           | 2004                                                |
| Tiziano Ferro     | 1           | 2003                                                |
| Manu Chao         | 1           | 2002                                                |
| Michael Jackson   | 1           | 2002                                                |
| Moby              | 1           | 2001                                                |

### Pré-nominations multiples
Les pré-nominations ne sont pas fréquentes à chaque édition. Il s'agit de deux artistes sur six qui ont recueilli le moins de vote sur le site officiel des NRJ Music Awards et qui sont par la suite disqualifiés de concourir dans cette catégorie. Des pré-nominations ont eu lieu au préalable des cérémonies de 2011, 2012, 2014 et 2015.
| Artistes      | Pré-nominations | Année        |
| ------------- | --------------- | ------------ |
| Justin Bieber | 2               | 2012 et 2015 |
| James Blunt   | 1               | 2012         |
| Lenny Kravitz | 1               | 2014         |
| Pitbull       | 1               | 2014         |
| Mika          | 1               | 2015         |
| Phil Collins  | 1               | 2011         |
| Seal          | 1               | 2011         |

## Palmarès
| Année                | Artiste           |
| -------------------- | ----------------- |
| 2000                 | Will Smith        |
| 2001                 | Moby              |
| 2002                 | Michael Jackson   |
| 2003                 | Billy Crawford    |
| 2004                 | Justin Timberlake |
| 2005                 | Usher             |
| 2006                 | Robbie Williams   |
| 2007                 | Justin Timberlake |
| 2008                 | Justin Timberlake |
| 2009                 | Enrique Iglesias  |
| 2010                 | Robbie Williams   |
| 2011                 | Usher             |
| 2012                 | Mika              |
| 2013                 | Bruno Mars        |
| 2013 (15th Edition)  | Bruno Mars        |
| 2014                 | Pharrell Williams |
| 2015                 | Ed Sheeran        |
| 2016                 | Justin Bieber     |
| 2017                 | Ed Sheeran        |
| 2018 (20th Edition)  | Ed Sheeran        |
| 2019                 | Ed Sheeran        |
| 2020 (Paris Edition) | The Weeknd        |
| 2021                 | Ed Sheeran        |
| 2022                 | Ed Sheeran        |
| 2023 (25th Edition)  | Ed Sheeran        |
| 2024                 | The Weeknd        |